# Nelito Fernandes
Nelito Fernandes é jornalista e humorista brasileiro. É autor da TV Globo. Foi jornalista da revista Época, criador do site Sensacionalista e do programa de humor do mesmo nome, exibido no Multishow. Em 2001 publicou o livro Eu Hein. É casado com a também jornalista Martha Mendonça, com quem já publicou um livro e escreveu uma peça de teatro.  